# Xã Vivian, Quận Lyman, Nam Dakota
Xã Vivian (tiếng Anh: Vivian Township) là một xã thuộc quận Lyman, tiểu bang Nam Dakota, Hoa Kỳ. Năm 2010, dân số của xã này là 146 người.